# Habib Achour
Pour les articles homonymes, voir Achour.
Habib Achour (arabe : الحبيب عاشور), né le 25 février 1913 à El Abassia (Kerkennah) et décédé le 14 mars 1999 à El Abassia, est un syndicaliste tunisien.
Vice-président de la Confédération internationale des syndicats libres, Achour figure en 1946 parmi les fondateurs de l'Union générale tunisienne du travail (UGTT) qu'il dirige à trois reprises, de 1963 à 1965, de 1970 à 1978 et de 1984 à 1989.

## Biographie

### Lutte pour l'indépendance

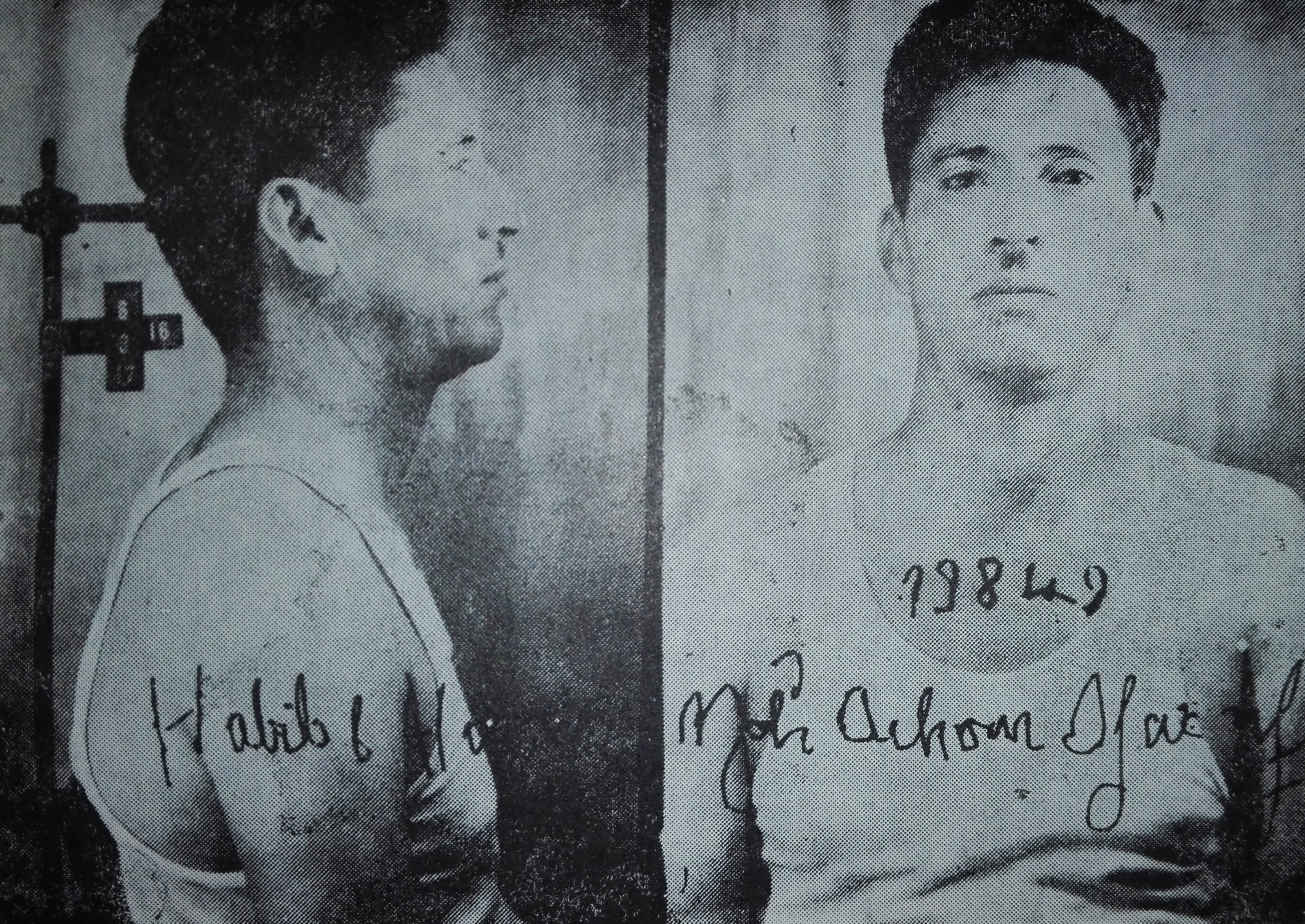
Achour lors de son arrestation à la suite des événements du 5 août 1947.

Compagnon du leader nationaliste Habib Bourguiba, qui mène la lutte de la Tunisie pour l'indépendance, il est emprisonné et déporté plusieurs fois sous le protectorat français.

### Fonctions syndicales et politiques
Avec l'avènement de l'indépendance en 1956, il soutient que l'UGTT doit se limiter à la défense des travailleurs et ne pas se mêler de politique. Lors du 6e congrès de l'organisation syndicale, tenu du 20 au 23 septembre 1956 au Palmarium de Tunis, il n'obtient que 537 voix contre 1 278 pour le premier élu, Ahmed Ben Salah. Ce score ne lui permet pas d'intégrer le bureau exécutif et il est le dernier à être élu membre de la commission administrative. Il se retire alors de l'UGTT et fonde l'Union tunisienne du travail avec notamment Mohamed Kraïem, Mahmoud Ghoul et Houcine Maghrebi. Le Néo-Destour au pouvoir, dont Ahmed Tlili — devenu secrétaire général de l'UGTT le 18 décembre 1956 — et Achour sont membres dans le cadre du Front national, intervient pour la réunification des deux organisations, qui a lieu le 22 septembre 1957 : Achour devient premier secrétaire général adjoint chargé des affaires économiques et des coopératives. Il intègre par ailleurs le bureau politique du Néo-Destour en 1957.
En 1963, il obtient de Bourguiba l'éviction du secrétaire général Tlili et son élection à la tête du syndicat, où il se retrouve fragilisé par les partisans de ce dernier. En juin 1965, l'incendie et le naufrage d'un bac appartenant à l'une de ses entreprises fait six morts ; le pouvoir utilise cet accident pour emprisonner Achour durant un mois pour « faux et usage de faux » et outrage à magistrat et le fait condamner le 2 mars 1966 à six mois de prison et 3 000 dinars d'amende.

Clement Henry Moore le décrit en ces termes un an plus tard : 
« Comme son idole, Ferhat Hached, c'était un paysan de Kerkennah, un solide gaillard qui, à la différence de Tlili et des autres, avait été travailleur manuel. Son imposante stature, son visage buriné en faisaient un authentique porte-parole du monde ouvrier en face des petits fonctionnaires de l'appareil du Néo-Destour. »

### Opposition au pouvoir
Il s'oppose plusieurs fois au pouvoir : tombé en disgrâce et emprisonné, il parvient cependant à revenir sur le devant de la scène. Ainsi, il est tenu pour responsable des événements du Jeudi noir, le 26 janvier 1978, et condamné par la cour de sûreté de l'État à dix ans de travaux forcés, avant d'être gracié le 3 août 1979.
Réélu secrétaire général de l'UGTT au congrès national en 1984, il dénonce à l'occasion des émeutes du pain les augmentations de prix décidées par le gouvernement « de nature à porter préjudice surtout aux travailleurs, ayant déjà un pouvoir d'achat très réduit à cause des bas salaires qui devaient être révisés en conséquence ».

## Distinctions
- Grand cordon de l'Ordre de la République (Tunisie)[6].

## Publications
- Ma vie politique et syndicale : enthousiasme et déceptions, 1944-1981, Tunis, Alif, 1989, 396 p. (ISBN 978-9-973-71626-2).